# Шастик Парр
Дэшл Ро́берт Парр (англ. Dashiell Robert Parr), также известен как Ша́стик Парр (англ. Dash Parr) — персонаж из франшизы «Суперсемейка». Озвучен Спенсером Фоксом в «Суперсемейке» (2004) и Гекльберри Милнером в «Суперсемейке 2» (2018).

## Разработка
При разработке семьи Парров, Брэд Бёрд хотел, чтобы каждая из их сверхспособностей была связана с их личностью. Заметив, что 10-летние мальчики склонны к гиперактивности, он представил Шастика как «обычного 10-летнего мальчика, который может двигаться в два раза быстрее, чем кто-либо другой».
Создатели фильма выбрали 11-лётного Спенсера Фокса, дебютировавшего в полнометражном кино в фильме «Суперсемейка» 2004 года, на роль озвучивания крохотного и озорного сына Боба и Хелен Парр. Брэд Бёрд хотел придать Шастику реалистичный запыхавшийся голос в определённых сценах, таких как сцена в джунглях, поэтому он заставил Фокса пробежать четыре круга по студии Pixar, пока тот не устанет. Из-за того, что Спенсер Фокс повзрослел, в сиквеле его заменил 10-летний Гекльберри Милнер.
Продюсер Джон Уокер заявил о роли Шастика в сиквеле: «Шастик почувствовал вкус жизни как борец с преступностью в первом фильме. Возвращение к обычной жизни на самом деле его не интересует — он любил бороться с преступностью вместе со своей семьёй и, что ещё лучше, хвастаться тем, насколько быстрым он может быть».

## Силы и способности
Шастик обладает сверхчеловеческой способностью двигаться с суперскоростью. Эта сила позволяет ему бежать быстрее, чем любой обычный человек, и даже бежать по воде, не погружаясь. Она также позволяет ему наносить удары со сверхчеловеческой скоростью. В одной из сцен первого фильма Эластика превращается в плот, и Шастик может использовать свою способность сверхбыстро пинать ногами, чтобы функционировать в качестве его лодочного мотора. Увеличенная скорость Шастика также даёт ему сверхчеловеческие рефлексы. Эдна Мод разработала свой суперкостюм, чтобы он был устойчив к трению воздуха, износу и теплу, когда Шастик бежит на суперскорости.

## Личность
Неугомонный, неутомимый и любопытный, Шастик обладает сердечным стремлением к приключениям и безграничным запасом энергии. Рождённый с силой сверхскорости, он жаждёт свободно использовать свои силы на досуге и раздражается от предостережения своих родителей, в частности его матери, о том, что его способности должны храниться в секрете.
Шастик считает, что ему не следует стыдиться своих способностей или скрывать их, полагая, что это делает его особенным. Джошуа Тайлер из CinemaBlend описал персонажа следующим образом: «Он полностью влюблён в свои сверхспособности, как это сделал бы любой ребёнок, если бы знал, что может бегать со скоростью звука. Он без ума от приключений, опьянён идеей стать героем, и для него „Суперсемейка“ — фантастическая игра, в которой ему, наконец, позволено бежать так быстро, как только можно».

## Появления
В фильме 2004 года «Суперсемейка» Шастик жалуется, что его мать, Хелен (Эластика), не разрешает ему заниматься школьным спортом, потому что думает, что он воспользуется своей сверхскоростью и подорвёт прикрытие семьи. Когда Шастик использует свою силу, чтобы разыграть своего учителя Берни Кроппа, что могло бы послужить раскрытию семьи, Хелен также расстроена этим событием.
Пока Хелен готовится отправиться за отцом Шастика, Бобом (Мистер Исключительный), который, как она обнаруживает, находится на острове Синдрома, Шастик и его сестра Фиалка обнаруживают суперкостюмы, сделанные для них Эдной Мод. Надев тот, что был сделан для него, Дэш называет себя настоящим Дэшем (англ. The Dash). Вместе с Фиалкой он прячется на самолёте Хелен. В итоге Хелен, Шастик и Фиалка едва переживают разрушение Синдромом самолёта. Пока Хелен идёт за Бобом, Шастик и Фиалка остаются на произвол судьбы в джунглях острова. Прежде чем оставить их в пещере, Хелен говорит Шастику, что если они столкнутся с опасностью, он должен бежать как можно быстрее, чтобы защитить себя, что стало первым разом, когда его мама разрешила это сделать.
Пещера оказывается огненным выхлопом для пламени базы Синдрома, и поэтому Шастик и Фиалка и вынуждены бежать из пещеры и защищаться против приспешников Синдрома. Это оказывается первым случаем, когда Шастик может полностью изучить степень и применение своих способностей, которые позволяют ему уклоняться от преследователей, побеждать их в кулачных боях, быстро создавать укрытие, ударяя грязь, и даже бегать по воде. Он и Фиалка также обнаруживают, что, объединив его скорость с силой её силового поля, они могут создать сферическое силовое поле, которое может пересекать воду. Тем не менее Синдром захватывает всех четырёх членов семьи. После того, как Фиалка освобождает их, они возвращаются в Метровилль. Шастик и его семья вместе с Фреоном работают вместе, чтобы победить Омнидроида Синдрома. Несколько месяцев спустя родители Шастика разрешают ему участвовать в тренировках по лёгкой атлетике, но убеждают его отказаться от первого места, чтобы не слишком явно показывать использование своих способностей. Когда Шахтёр Подрывашкер появляется из-под земли, Шастик вместе со своей семьёй надевает супергеройскую маску, готовясь противостоять преступнику.
В сиквеле «Суперсемейка 2» (2018), когда Хелен преследует Экранотирана в рамках рекламной кампании по реабилитации образа супергероев в сознании публики, Боб проводит больше времени с Шастиком и Фиалкой. Боб пытается помочь Шастику с его домашним заданием по математике, однако не очень успешно, так как он не знаком с тем, как учат математике детей поколения Шастика. Со своей стороны, Шастик мечтает запустить ракеты из высокотехнологичного автомобиля своего отца, Инкредимобиля. Когда его семья сталкивается в своём доме с группой супергероев, разум которых контролирует Эвелин Дэвор, Фреон попадает в плен, а Шастик, Фиалка и их младший брат Джек-Джек сбегают на Инкредимобиле. Они отправляются на Everjust, яхту брата Эвелин, Уинстона, где освобождают супергероев, включая их родителей и Фреона, от контроля над разумом Эвелин, что приводит к поражению и аресту Эвелин. В конце фильма, после того, как Шастик сопровождает свою семью, подвозящую Вайолет и её парня, Тони Райдингера, в кинотеатр, семья Парров видит, как идёт погоня, и снова вступает в бой.

## Критика
Аарон Локк из Hypable поставил Шастика на 6-е место среди лучших супергероев «Суперсемейки 2» и написал: «Всё ещё молодой и обучающийся важным добродетелям, таким как терпение и сдержанность, Шастик полон потенциала, который может сделать его могущественным супергероем». Ана Луиза Суарес из Hollywood.com считает, что празднование победы Шастика является одной из «15 причин, почему „Суперсемейка“ — лучший фильм о супергероях». Джонатон Дорнбуш из IGN назвал «желание Дэша быть самим собой в обществе, которое может не хотеть его» одно из причин, как критик считает, из-за которой «Суперсемейка» остаётся одной из лучших в Pixar. Дженнифер Фрей из The Washington Post описала Дэша как «классического буйного маленького мальчика, сведённого с ума тем фактом, что его сверхчеловеческая скорость не позволяет ему присоединиться к какой-либо спортивной команде».
Некоторые критики жаловались, что персонаж недостаточно использовался в сиквеле и считался лишь комическим приёмом. Сотрудник CNET Майк Соррентино написал, что акцент в фильме на Эластике (Хелен) и Мистере Исключительном (Боб) приводит к тому, что Дэш «отходит на второй план на протяжении большей части фильма». Молли Фриман из Screen Rant заметила, что арка персонажа «в значительной степени существует для того, чтобы служить собственной сюжетной линии Боба», и заявила, что «Дэш получает меньше экранного времени и, в результате, ещё меньше развития, поскольку он обеспечивает не более чем комедийное облегчение».
Критики похвалили Гека Милнера за исполнение роли Шастика в сиквеле. Дэвид Эдельштейн в своей статье в Vulture похвалил Милнера за игру Шастика: «Гек Милнер оправдывает своё имя — он может быть Геком Финном, Томом Сойером или любым любознательным ребёнком-героем».
Энтони Лейн из The New Yorker также хвалит Милнера, говоря, что «высокоскоростной Шастик был обновлён; его реплики теперь произносит, я рад сказать, молодой актёр по имени Гекльберри Милнер. Это идеально подходит для Шастика, чья постоянная цель — промчаться по излучине реки и посмотреть, какие приключения [его] ждут».
В мае 2017 года Screen Rant поставил Дэша на 6-е место среди самых могущественных супергероев в фильмах «Суперсемейки».